# Міжнародна асоціація перекладачів конференцій
Міжнародна асоціація перекладачів конференцій — AIIC (AIIC — Association Internationale des Interprètes de Conférence) була заснована в 1953 році як результат домовленості керівників перекладацьких служб ОЕСР, Ради Європи та ЮНЕСКО. Штаб-квартира (секретаріат) — у Женеві, президент (2017) — Ангела Кайль. Налічує понад 3000 членів у понад 100 країнах.

## Огляд
AIIC є єдиною глобальною асоціацією конференц-перекладачів. З перших днів сучасного усного конференц-перекладу AIIC просуває високі стандарти якості й етики в цій професії та представляє інтереси своїх професіоналів.
AIIC активно працює в усіх сферах, що стосуються усного конференц-перекладу, і діє на благо всіх усних перекладачів і професії в цілому. AIIC встановлює професійні та етичні стандарти для професії та сприяє створенню умов праці, необхідних для високоякісного усного перекладу. Асоціація також передає свій досвід із метою гарантувати, що майбутні покоління усних перекладачів навчатимуться відповідно до сучасних високих стандартів.
Асоціація має сувору процедуру прийому, засновану на системі експертної оцінки, яка має на меті гарантувати високу якість усного перекладу та професіоналізм. Кандидатів мають відрекомендувати перекладачі, які є членами AIIC не менше п'яти років. Члени AIIC зобов'язані дотримуватися етичного кодексу асоціації та її професійних стандартів.

## Партнери
AIIC підтримує зв'язок із низкою міжнародних організацій (наприклад, ЄС та Організацією Об'єднаних Націй) і веде переговори щодо умов роботи для всіх позаштатних перекладачів, зокрема для тих, хто не є її членами. Цілями AIIC є гарантія прийнятних умов праці для усних перекладачів, забезпечення професійного усного перекладу та підвищення обізнаності громадськості щодо професії усного перекладача. Асоціація також бере участь в інших сферах професії, як-от:
- програми для молодих конференц-перекладачів — VEGA[5];
- постійний професійний розвиток;
- стандартизація;
- нові технології усного конференц-перекладу;
- судове та правове тлумачення;
- усний переклад у конфліктних зонах, а також
- «збереження світової мовної спадщини»[6].

AIIC об'єднав зусилля з IAPTI, Red T і FIT, намагаючись чинити тиск на уряди, щоб забезпечити довгострокову безпеку лінгвістів, які служили на війні в Афганістані.

## Публікації
AIIC випускає вебжурнал під назвою Communicate! («Спілкуйтеся!»).
Naissance d'une profession [Народження професії]: книга, що описує усний конференц-переклад від його зародження на початку XX століття до сьогодення (2013).